# André Devaere

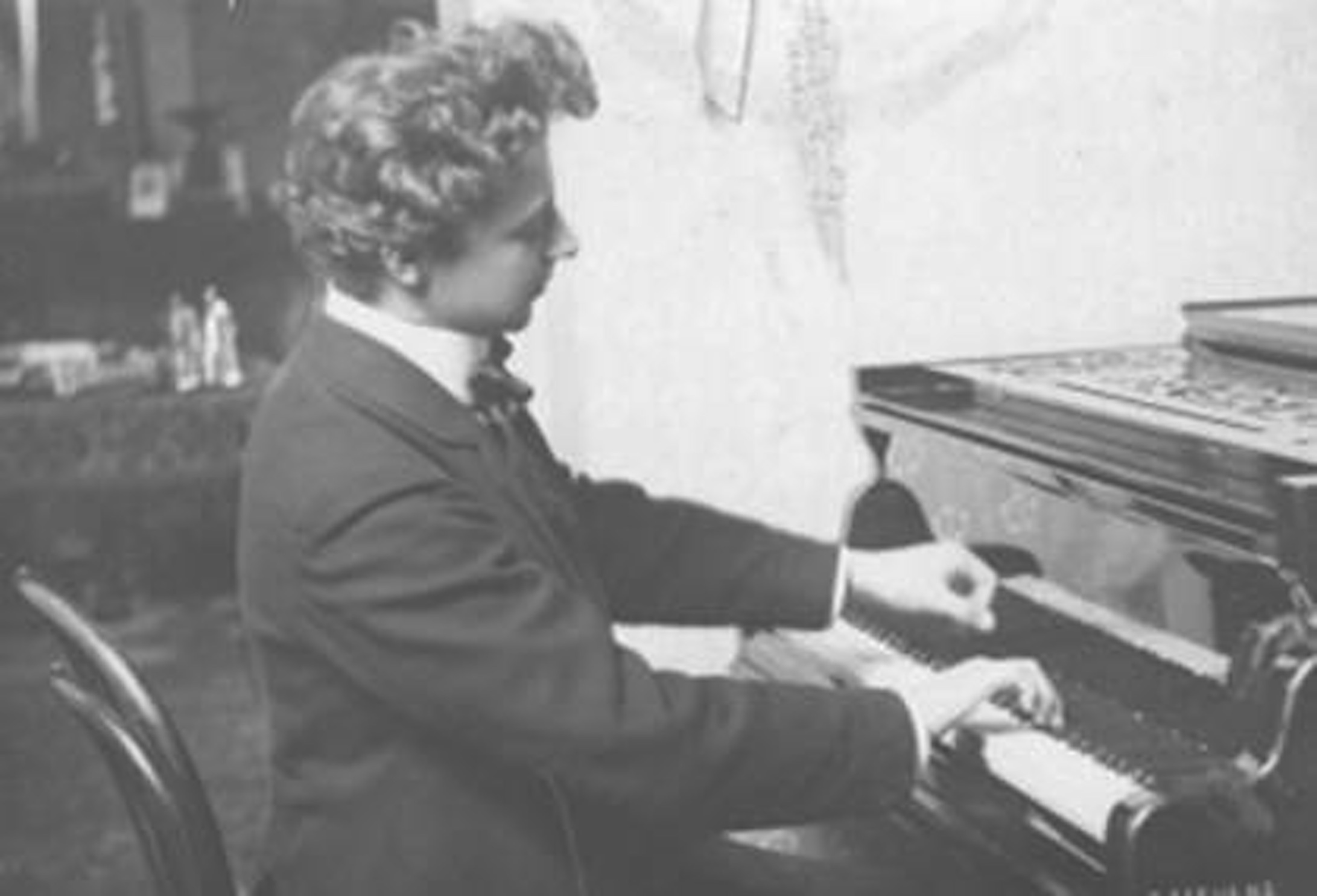
André Devaere aan de piano

Andreas Octaaf "André" Devaere (Kortrijk, 27 augustus 1890 – Calais, 14 november 1914) was een Belgisch componist en pianist.

## Biografie
André Devaere werd geboren in Kortrijk als zoon van Octaaf Hendrik Devaere (1865-1941), organist aan de Sint-Maartenskerk, en van Hermina Melania Ludovica Basyn (1864-1905). Zijn eerste muzikale vorming kreeg hij van zijn vader. In 1904 werd hij als enige van vijftien kandidaten toegelaten aan het Koninklijk Conservatorium Brussel, tot de pianoklas van Arthur De Greef (1862-1940). Op 25 juni 1907 behaalde hij een eerste prijs piano.
Hij gaf verschillende recitals, maar studeerde ondertussen in Brussel verder. Hij haalde eerste prijzen voor harmonie en, bij Edgar Tinel, contrapunt en fuga. In 1909 behaalde hij ook nog het bekwaamheidsdiploma en het virtuositeitsdiploma voor piano. Bij die gelegenheid schonk zijn geboortestad hem een vleugelpiano van Pleyel. Devaere beheerste een breed repertoire, gaande van Bach tot Debussy.
Devaere werd naar aanleiding van de Eerste Wereldoorlog ingelijfd bij het 27ste regiment van linie. Op 10 november 1914 werd hij nabij Sint-Joris dodelijk in de longen getroffen. Hij werd overgebracht naar het Pensionat Sophie Berthelot in Calais, waar hij 4 dagen later aan zijn verwondingen overleed. Hij werd begraven in het militair kerkhof van het Cimetière du Nord in Calais.

## Oeuvre
André Devaere liet een aantal composities achter, voornamelijk voor piano.